# بازی نقش‌آفرینی برخط چندنفره گسترده

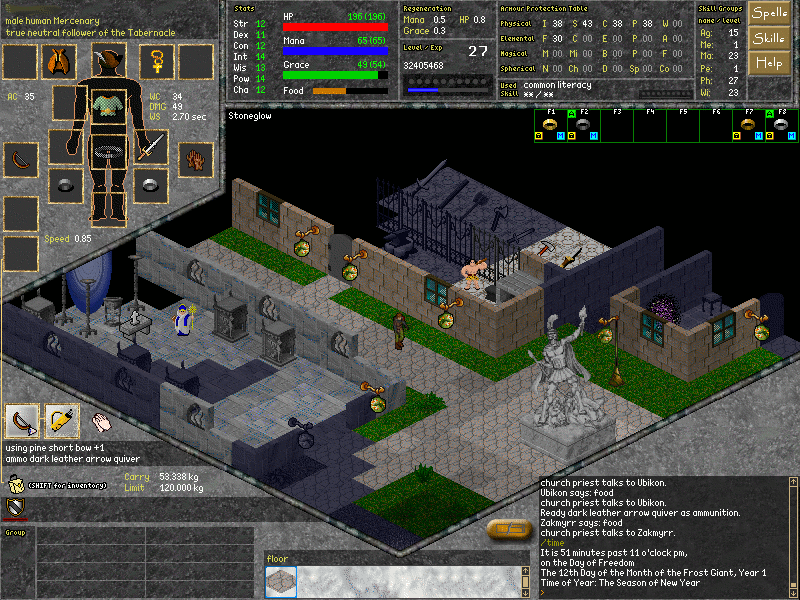
نمونه از بازی (های) نقش‌آفرینی

بازی نقش‌آفرینی برخط چندنفره گسترده یا به‌طور مختصر ام‌ام‌اوآرپی‌جی (MMORPG) سبکی از بازی‌های ویدئویی است که تلفیقی از سبک‌های نقش‌آفرینی و بازی برخط چندنفره گسترده می‌باشد و می‌تواند در قالب بازی تحت مرورگر نیز باشد که در آن تعداد بسیار زیادی از بازیکنان در یک دنیای مجازی به‌طور آنلاین با یکدیگر ارتباط برقرار می‌کنند. از بازی‌های معروف این سبک می‌توان به دنیای وارکرفت اشاره کرد که تا پایان سال ۲۰۱۴ حدود ۱۰ میلیون کاربر به خود اختصاص داده بود. در بازی‌های نقش‌آفرینی، بازیکن نقش یک شخصیت را به عهده می‌گیرد (اغلب در یک دنیای فانتزی یا علمی-تخیلی) و اکثر اعمال آن شخصیت را کنترل می‌کند. ام‌ام‌اوآرپی‌جی بر اساس تعداد بازیکنانی که می‌توانند با یکدیگر تعامل داشته باشند، و همچنین دنیای پایدار بازی (معمولاً به‌وسیلهٔ ناشرها میزبانی می‌شوند) از تک‌نفره آنلاین یا چندنفره کوچک آنلاین متمایز می‌شوند، حتی در حالی که بازیکنان آفلاین و از بازی دور هستند بازی ادامه یافته و تکامل پیدا می‌کند.

## تفاوت بازی‌های ام‌ام‌اوآرپی‌جی با ام‌ام‌او
تفاوت این سبک بازی‌ها در این است در بازی‌های برخط چندنفره گسترده (MMO)، بازی واقعاً در یک محیط خیالی صورت نمی‌گیرد و محیط طوری طراحی شده‌است که شبیه به مکان‌های زندگی واقعی باشند، اما در ام‌ام‌اوآرپی‌جی نه تنها بازیکن کنترل یک شخصیت ساختگی را به دست می‌گیرد بلکه در یک دنیای مجازی نیز به سر می‌برد. از این رو همهٔ ام‌ام‌اوآرپی‌جی‌ها جزوه بازی‌های برخط چندنفره گسترده به‌شمار می‌آیند، اما همه بازی‌های برخط چندنفره گسترده، ام‌ام‌اوآرپی‌جی نیستند.